# Talla (indumentària)
El terme  talla  fa referència a l'alçada i el número del calcer. Hi ha una Norma UNE - EN 13402 -1-2-3, Designació de Talles per Teixits. Així mateix, per a les sabates hi ha una Norma UNE 59850: 1998, Calçats: Designació de talles. Característiques fonamentals del sistema continental.

## Vestits
- XS: extra-small ("molt petita"");
- S: small ("petita ");
- M: medium ("mitjana");
- L: large ("gran");
- XL: extra-large ("molt gran");
- XXL: extra-extra-large ("molt molt gran");

## Talles de calçats per home
| USA  | UK   | EURO |
| ---- | ---- | ---- |
| 6,5  | 5,5  | 39,0 |
| 7,0  | 6,0  | 40,0 |
| 7,5  | 6,5  | 40,5 |
| 8,0  | 7,0  | 41,0 |
| 8,5  | 7,5  | 42,0 |
| 9,0  | 8,0  | 42,5 |
| 9,5  | 8,5  | 43,0 |
| 10,0 | 9,0  | 44,0 |
| 10,5 | 9,5  | 44,5 |
| 11,0 | 10,0 | 45,0 |
| 11,5 | 10,5 | 45,5 |
| 12,0 | 11,0 | 46,0 |
| 13,0 | 12,0 | 47,5 |
| 14,0 | 13,0 | 48,5 |

## Talles del calcer de dona
| USA  | UK  | EURO |
| ---- | --- | ---- |
| 5,5  | 3,0 | 36,0 |
| 6,0  | 3,5 | 36,5 |
| 6,5  | 4,0 | 37,5 |
| 7,0  | 4,5 | 38,0 |
| 7,5  | 5,0 | 38,5 |
| 8,0  | 5,5 | 39,0 |
| 8,5  | 6,0 | 40,0 |
| 9,0  | 6,5 | 40,5 |
| 9,5  | 7,0 | 41,0 |
| 10,0 | 7,5 | 42,0 |